# 奧特斯巴赫河
50°46′16.2″N 7°28′42.4″E / 50.771167°N 7.478444°E

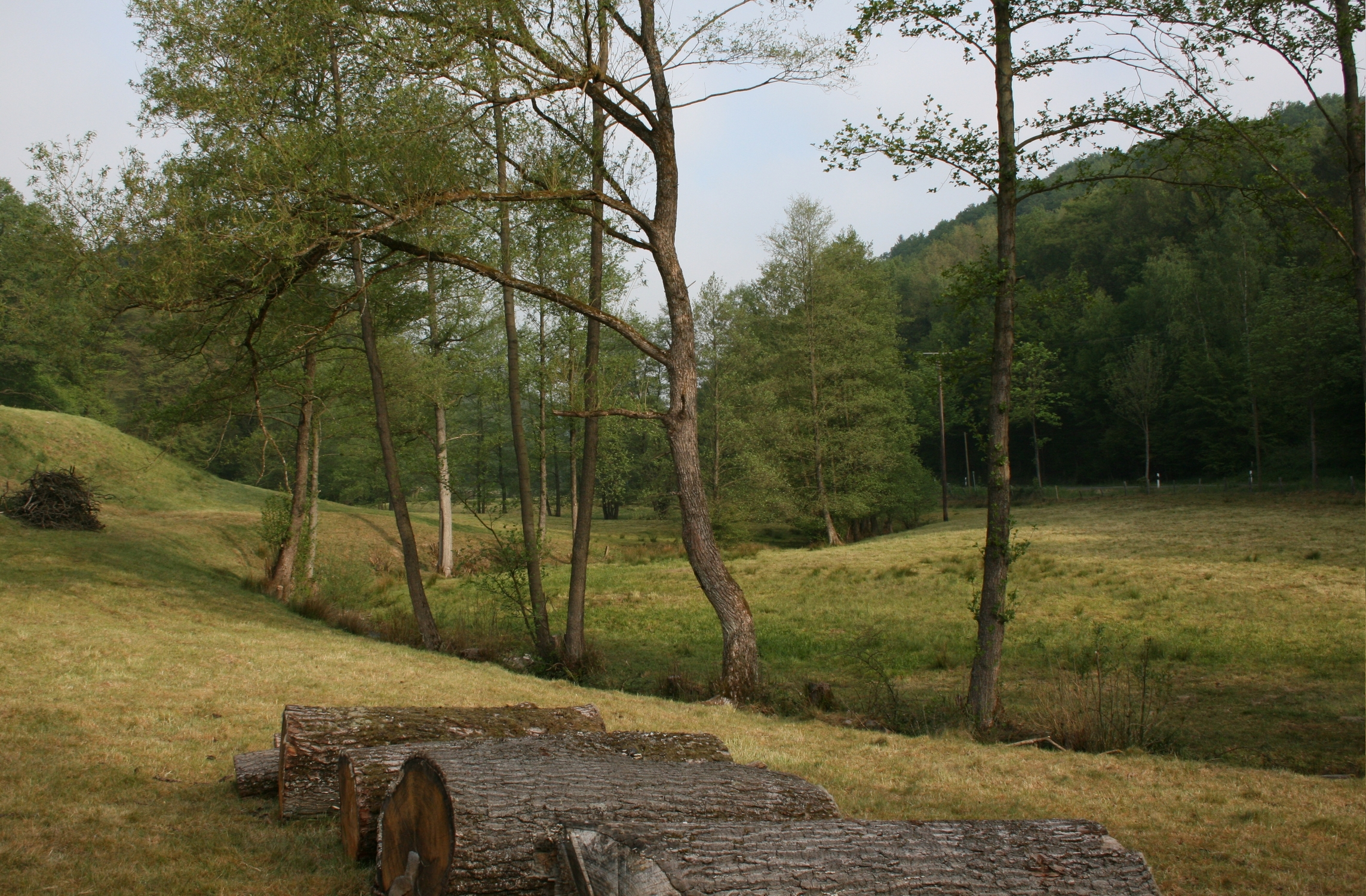

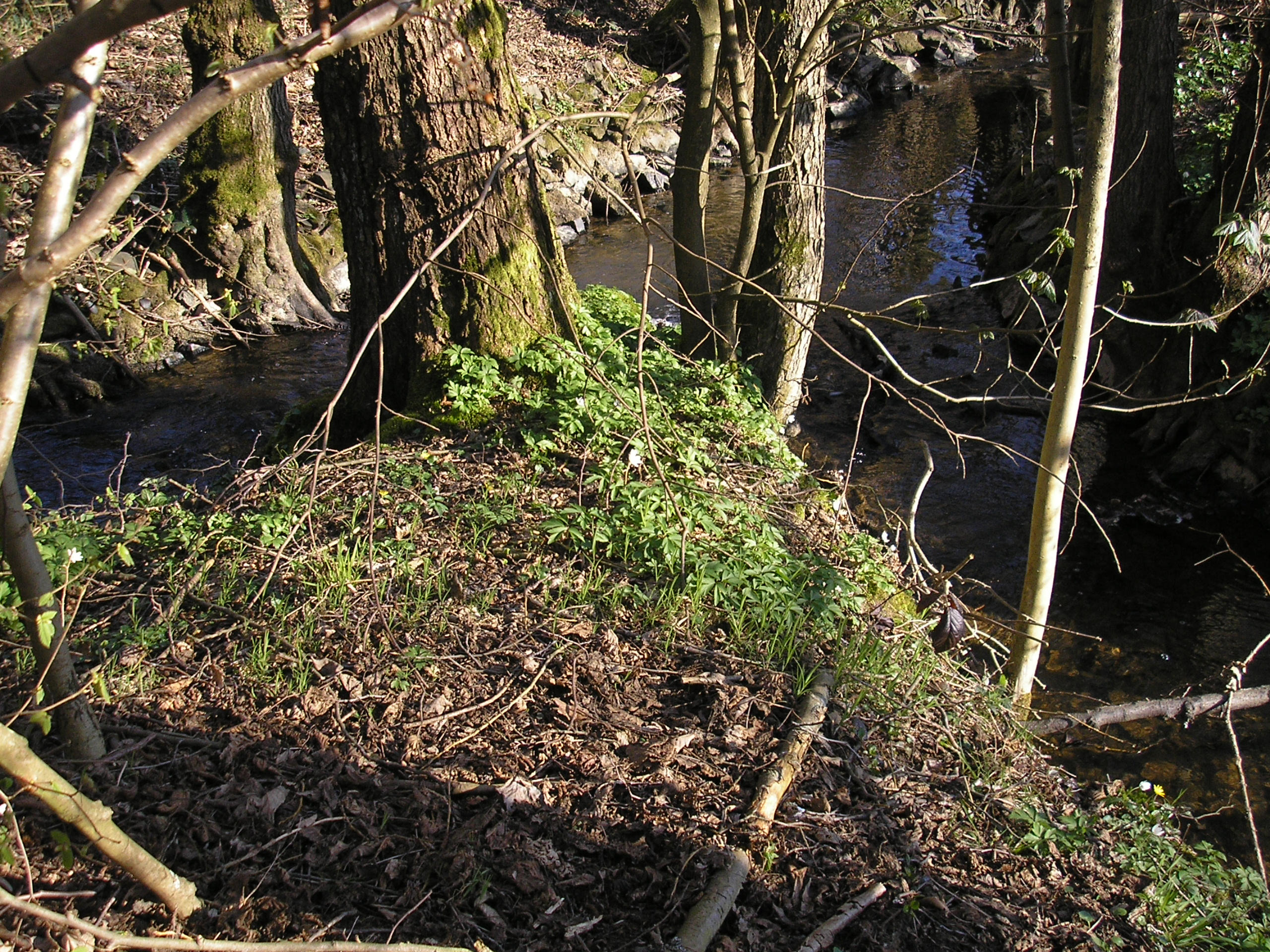

奧特斯巴赫河（德語：Ottersbach），是德國的河流，位於該國西部，處於北萊茵-威斯特法倫州，屬於錫格河的右支流，河道全長6.8公里，流域面積11.5平方公里。